# Noël (album Josha Grobana)
Noël to bożonarodzeniowy album amerykańskiego piosenkarza Josha Grobana. Został wydany 9 października 2007 r., a już 13 grudnia RIAA nadało płycie miano czterokrotnej platyny, sprzedając się w USA w nakładzie 3,6 milionów egzemplarzy tylko do końca 2007 roku zwiększając liczbę sprzedanych egzemplarzy z tygodnia na tydzień. To sprawiło, że płyta ta stała się najlepiej sprzedającym się albumem w Stanach Zjednoczonych w 2007 roku. W 2008 roku osiągnął pozycję 2 na całorocznej liście Billboard 200. W 2017 roku, dzięki wydaniu specjalnej wersji z dodatkowymi utworami, album osiągnął 6-krotną platynę.
Płyta była dostępna w większości sklepów muzycznych za oceanem. W większych sklepach oferowano wersję limitowaną z dodatkowym DVD, na którym znaleźć można było film dokumentalny o produkcji krążka – The Making of Noël.

## Sukcesy płyty
Siedem tygodni po wydaniu, 8 grudnia, Noël wskoczył na 1 miejsce na amerykańskiej liście Billboard 200. Album sprzedał się w liczbie ok. 405 tys. kopii w ciągu jednego tygodnia i wzniósł się na miejsce pierwsze z drugiego z 81% wzrostem sprzedaży. Tak dużą sprzedaż pomogło pojawienie się Josha w The Oprah Winfrey Show podczas części Oprah's Favorite Things.
W następnym tygodniu, album pozostał na miejscu pierwszym na liście Billboard 200, a sprzedaż zwiększyła się o 33% z liczbą 539 tys. sprzedanych kopii tego tygodnia.
W 9 tygodniu istnienia na półkach sklepowych, sprzedaż zwiększyła się o kolejne 8% licząc 581 tys. kopii, zwiększając się ponownie w 10 tygodniu (669 tys. kopii) co umocniło jeszcze pozycję płyty na szczycie list.
Noël bił rekordy Billboard 200. Jako pierwsza świąteczna płyta utrzymała się przez 4 tygodnie z rzędu na 1 miejscu w 51-letniej historii list, tym samym będąc drugą świąteczną płytą, która w ogóle utrzymała się na tym miejscu przez 4 tygodnie, wcześniej udało się to tylko płycie Elvisa Presleya Elvis’ Christmas Album (1957). Noël to także pierwsza płyta, która spędziła cztery tygodnie z rzędu na 1 miejscu list zwiększając liczbę sprzedaży w poszczególnych tygodniach, od czasu, gdy w grudniu 1996 r. zrobiła to płyta Tragic Kingdom zespołu No Doubt. Mało tego, 669 tys. sprzedanych kopii w 10 tygodniu istnienia na rynku to największe osiągnięcie świątecznej płyty od czasów krążka Kenny’ego G Miracles: The Holiday Album (który w świąteczny tydzień 1994 r. sprzedał się w nakładzie 819 tys. egzemplarzy).
W 11 tygodniu Noël stał się pierwszym albumem od czasu The Massacre 50 Centa z przełomu marca/kwietnia 2005 roku, który utrzymał się na szczycie list przez 5 tygodni. Stał się też pierwszym świątecznym albumem będąc na miejscu 1 na liście Billboard 200 przez 5 tygodni z rzędu. Sprzedaż osiągnęła 757 tys. kopii utrzymując tym samym z dala od siebie płytę Mary J. Blige Growing Pains, która z wynikiem 629 tys. sprzedanych egzemplarzy w ciągu tego samego tygodnia wskoczyła na miejsce drugie.
Josh został nominowany do Juno Award 2008 w kategorii „Międzynarodowy Album Roku” za Noël i do nagród Grammy 2009 w kategorii  „Best Traditional Pop Vocal Album”.

## Lista utworów
1. Silent Night – 4:11
2. The Little Drummer Boy – 4:20 (z udziałem gitarzysty Andy’ego McKee)
3. I'll Be Home For Christmas – 4:15
4. Ave Maria – 5:17
5. Angels We Have Heard on High – 3:32 (w duecie z Brianem McKnightem)
6. Thankful – 4:50
muzyka i tekst: David Foster, Carol Bayer Sager i Richard Page
7. The Christmas Song – 3:54
8. What Child Is This? – 3:53
9. The First Noël – 4:34 (w duecie z Faith Hill)
10. Petit Papa Noël – 4:05
11. It Came Upon a Midnight Clear – 4:13
12. Panis Angelicus – 4:19
13. O Come All Ye Faithful – 4:38 (wraz z chórem Mormon Tabernacle)

### 2017 deluxe edition bonus tracks
1. White Christmas – 3:57
2. Christmas Time Is Here – 3:31 (w duecie z Tonym Bennettem)
3. Have Yourself a Merry Little Christmas – 4:05
4. Happy Xmas (War Is Over) – 3:27
5. Believe – 4:18
6. O Holy Night – 4:49

## Pozycje na listach i sprzedaż
| Notowania                | Pozycja |
| ------------------------ | ------- |
| Stany Zjednoczone        | 1       |
| Wielka Brytania          | 58      |
| Australia                | 33      |
| Szwajcaria               | 69      |
| Holandia                 | 26      |
| Norwegia                 | 3       |
| Francja                  | 24      |
| Irlandia                 | 26      |
| Szwecja                  | 4       |
| Kanada                   | 1       |
| Belgia (Region Waloński) | 25      |

| Kraj            | Przyznający  | Certyfikat | Sprzedaż   |
| --------------- | ------------ | ---------- | ---------- |
| USA             | RIAA         | 6x Platyna | 6 000 000+ |
| Kanada          | Music Canada | 6x Platyna | 600 000+   |
| Wielka Brytania | BPI          | Srebro     | 60 000+    |